# لاميناريا طويلة الساق
لاميناريا طويلة الساق (الاسم العلمي: Laminaria longipes) هو نوع من الطلائعيات يتبع جنس اللاميناريا من فصيلة اللامينارية.